# Zoocosmius masoni
Zoocosmius masoni är en skalbaggsart som beskrevs av Aurivillius 1924. Zoocosmius masoni ingår i släktet Zoocosmius och familjen långhorningar.
Artens utbredningsområde är Kenya. Inga underarter finns listade i Catalogue of Life.